# Animals (álbum)
Animals é o décimo álbum de estúdio da banda inglesa de rock progressivo Pink Floyd, lançado em janeiro de 1977. Seguindo a linha dos álbuns anteriores, The Dark Side of the Moon e Wish You Were Here, este também é um álbum conceitual, que faz críticas às condições político-sociais da Inglaterra dos anos 1970, além de apresentar uma notável mudança no estilo musical do grupo. Animals foi gravado nos estúdios da banda, Britannia Row Studios, em Londres e a sua produção foi marcada pelos primeiros sinais de discórdia que, posteriormente, culminariam na saída do tecladista Richard Wright da banda. A capa do álbum, um porco sobrevoando entre duas chaminés da Usina Termelétrica de Battersea, foi desenvolvida pelo baixista e letrista Roger Waters, em conjunto com Storm Thorgerson e a agência Hipgnosis, colaborador de longa data do grupo.
O álbum foi lançado com críticas geralmente positivas no Reino Unido, onde atingiu a segunda posição da parada musical local. Também foi bem-sucedido nos Estados Unidos, atingindo a terceira posição na Billboard e, embora tivesse ficado apenas seis meses nas paradas norte-americanas, as suas vendas lhe renderam uma certificação quádrupla de disco de platina, pela Associação da Indústria de Gravação da América. O tamanho dos locais em que a banda tocou na turnê In the Flesh e num incidente em que Waters cuspiu num fã, foram os principais catalisadores para que o baixista desenvolvesse The Wall, o álbum subsequente da banda.

## Contexto
Em 1975 os Pink Floyd compraram um edifício de três andares em Britannia Row, Islington. O seu contrato com a EMI em troca de uma percentagem reduzida nas vendas expirou, assim, transformaram o edifício num estúdio de gravação e armazém. A sua construção durou quase todo o ano de 1975, e em abril de 1976 a banda começou a trabalhar no seu décimo álbum de estúdio, Animals, nas novas instalações.
Na Grã-Bretanha, 1976 foi um período dominado pela indústria, violência racial, alta inflação e desemprego. Durante este período, um novo movimento musical conhecido como punk rock, que em parte é uma declaração niilista contra as condições sociais da maioria e também uma reação à complacência geral e nostalgia que arrodeava o rock, começava a crescer em popularidade. Os Pink Floyd eram um alvo óbvio para os músicos deste novo movimento, notavelmente quando Johnny Rotten vestiu uma camisa dos Pink Floyd em que ele acrescentou "I HATE" (eu odeio) antecedendo o nome da banda. Mason declarou mais tarde que recebeu bem a "revolta do punk rock", e viu isso como um regresso à cena londrina underground em que os Pink Floyd tinham crescido. Em 1977 ele produziu o segundo álbum dos The Damned, Music For Pleasure, nos Britannia Row Studios.

## Conceito
Embora Waters pudesse ser contra o novo movimento, as suas preocupações sobre a desigualdade, o preconceito e as atitudes sociais e políticas da época não estavam muito longe do que expressavam as novas bandas. O disco é baseado no livro Animal Farm (A Revolução dos Bichos), de George Orwell, em que equipara os humanos a cada um dos três animais do livro: os cães são usados para representarem os homens da lei; os porcos os políticos corruptos e moralistas; e as ovelhas, que sem pensamento próprio, cegamente seguem um líder. Enquanto o romance concentra-se no comunismo, o álbum é uma crítica direta ao capitalismo e, embora ambos defendam os ideais do socialismo democrático, o álbum têm de diferenças com o livro que a ovelha se rebele e domine os seus opressores.
No livro biográfico do Pink Floyd, Comfortably Numb (2008), o escritor Mark Blake argumenta que a canção "Dogs" é uma das melhores obras de David Gilmour, e que o seu desempenho é "explosivo". A canção contém uma significativa contribuição do pianista Richard Wright, que faz sons fúnebres usando sintetizadores usados no álbum anterior da banda, Wish You Were Here. "Pigs (Three Different Ones)" tem melodias semelhante a "Have a Cigar", coberto por guitarra blues de Gilmour, e referências a defensores da censura (e um dos porcos no álbum) Mary Whitehouse são evidentes na letra. "Sheep" contém uma versão modificada do Salmo 23, onde um Senhor que "Faz-me pendurar em lugares altos e converte-me a costeletas de cordeiro" (referindo-se as ovelhas do título) é celebrado. No final da canção, as ovelhas rebelam-se e matam os cães, mas, em seguida, retiram-se para suas casas. O álbum termina com "Pigs on the Wing", uma simples canção de amor, em que ele vê um vislumbre de esperança, apesar da raiva expressa nas outras três canções do álbum. A música é fortemente influenciada pela relação de Waters com a então sua namorada.

## Gravação
O negócio de Roger é dominar, mas eu estou feliz de me levantar para mim mesmo e argumentar veementemente quanto aos meus méritos em diferentes peças de música, que é o que fiz em Animals. Eu não me senti remotamente desprezado no álbum. Noventa por cento da música "Dogs" é minha. Essa música é quase todo um lado, assim é metade de Animals.

A banda já tinha trabalhado várias vezes com o engenheiro Brian Humphries, que foi chamado para trabalhar neste álbum. A gravação foi feita nos Britannia Row Studios entre abril e dezembro de 1976 e início de 1977. Duas faixas, "Raving and Drooling" e "You've Got to Be Crazy", que já tinham sido tocadas ao vivo e que foram consideradas para serem parte de Wish You Were Here, reapareceram como "Sheep" e "Dogs", respectivamente. A banda trabalhou nelas para que pudessem adaptar-se ao novo conceito e foram separadas por uma nova composição de Waters, "Pigs (Three Different Ones)". Com exceção de "Dogs", co-escrita por Gilmour, todas as faixas foram compostas por Roger Waters. "Pigs On the Wing" foi dividida em duas partes, e como os royalties são calculados por música, Waters recebeu mais dinheiro que Gilmour, apesar de "Dogs" ocupar quase todo o primeiro lado do álbum. A canção contém referências á vida privada de Waters - seu interesse romântico com Carolyne Anne Christie (casada com Rock Scully, empresário dos Grateful Dead). Por estar distraído com o nascimento do seu primeiro filho, Gilmour contribuiu pouco para o fim do processo de gravação. Da mesma forma, nem Mason nem Wright contribuíram muito em Animais, em comparação com álbuns anteriores. Animals é o primeiro álbum da banda que não tem qualquer canção composta por Wright.
A banda já tinha discutido a contratação de outro guitarrista para as digressões seguintes, de modo que Snowy White foi convidado para vir a estúdio. Depois de Waters e Mason apagarem acidentalmente um solo de guitarra de Gilmour, pediram a White que gravasse um solo para "Pigs on the Wing", que embora não aparecesse na versão LP, foi incluído na versão do álbum lançada em cartucho. White tocou depois na digressão do álbum. Mason recordou que gostou mais de trabalhar em Animals do que em Wish You Were Here. Já Wright disse que: "Animals foi um trabalho árduo. Não era um disco divertido de se fazer, mas isso foi quando Roger realmente começou a acreditar que era o único escritor da banda. Ele acreditava que era só por causa dele que a banda ainda estava unida, e obviamente, quando ele começou a desenvolver o seu ego, a pessoa com quem ele tinha conflitos era eu."

## Capa

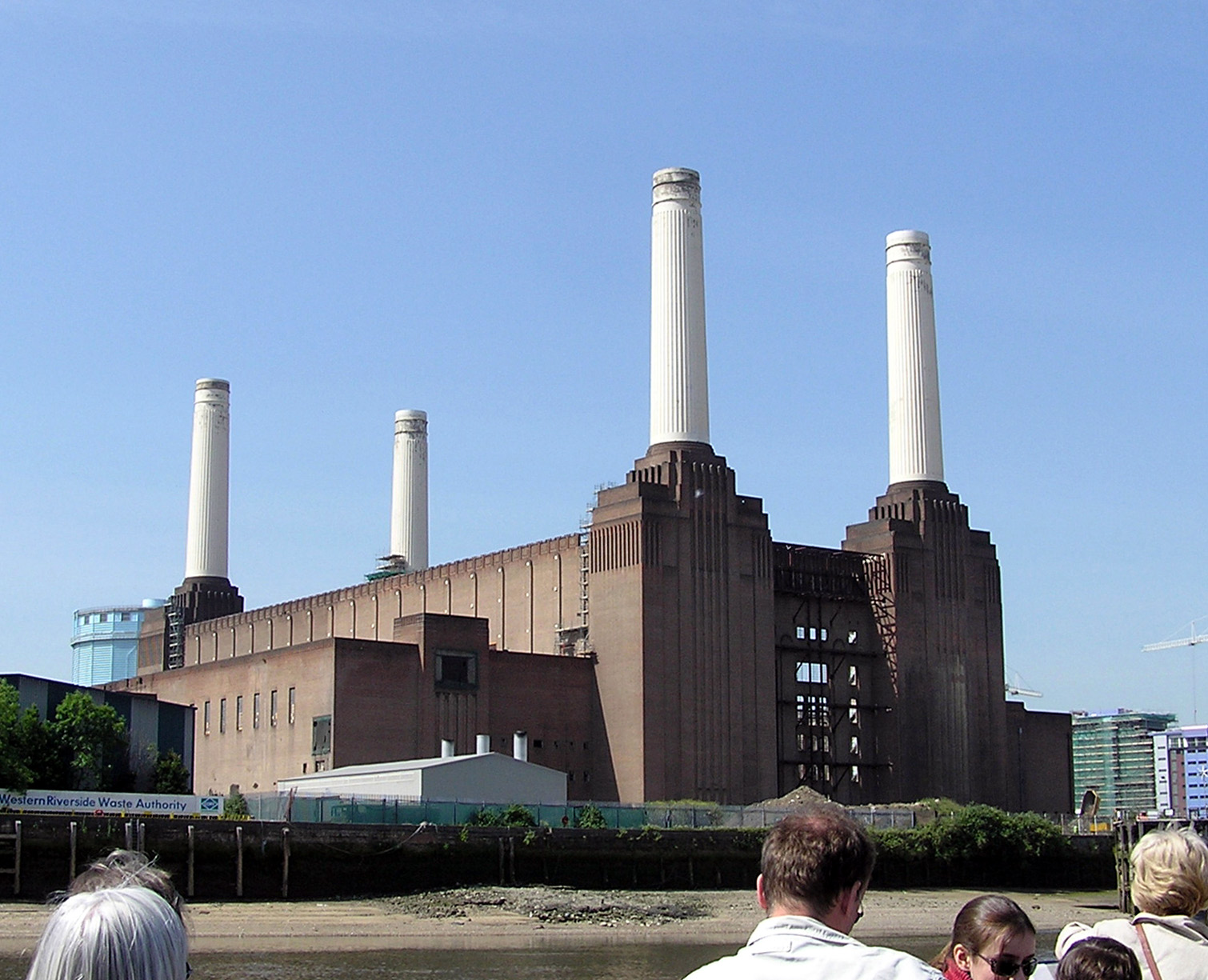
Battersea Power Station em Londres foi usada para a capa do disco.

Uma vez que o álbum estava completo, o novo trabalho foi na sua capa. Hipgnosis, designer da capa do álbum anterior da banda, ofereceu três ideias, uma das quais era uma pequena criança entrando no quarto de seus pais e os encontrando fazendo sexo: "copulando, como os animais!". Mas o conceito utilizado foi desenhado por Waters, que na época vivia em Clapham Common e passava várias vezes em frente a Usina Termelétrica de Battersea, que já estava perto de ser fechada. A vista do edifício foi escolhida para a imagem da capa, e a banda contratou a empresa alemã Ballon Fabrik (que já havia construído dirigíveis Zeppelin) e o artista australiano Jeffrey Shaw para a construção de um balão suíno de 9,1 m (conhecido como Algie). O balão foi cheio com hélio e colocado frente ao edifício em 2 de dezembro, com um atirador treinado pronto para disparar, se ele escapasse. Infelizmente, o mau tempo atrasou a sessão de fotos e o empresário da banda, Steve O'Rourke, não tinha planos de contratar o atirador por mais dias. No outro dia, o balão se soltou das cordas e desapareceu de vista. Ele pousou em Kent, sendo recuperado por um fazendeiro local, que aparentemente estava furioso porque "havia assustado suas vacas". Depois, escolheram outro dia para a sessão de fotos, mas como as fotografias iniciais da central de energia foram consideradas melhores, a imagem do porco foi sobreposta sobre uma dessas.
O tema da capa também está incluída nos rótulos do LP. No lado A mostra uma objetiva olho de peixe de um cão em um campo tipicamente inglês, enquanto o lado B mostra um porco e uma ovelha no mesmo local. Eles usaram a caligrafia de Nick Mason como fonte tipográfica para todo o álbum. Dentro da embalagem foram utilizadas fotografias monocromáticas das ruínas ao redor da usina.

## Lançamento e recepção
| Críticas profissionais | Críticas profissionais |
| Avaliações da crítica  | Avaliações da crítica  |
| Fonte                  | Avaliação              |
| ---------------------- | ---------------------- |
| Allmusic               | [ 19 ]                 |
| Rolling Stone          | (desfavorável)         |
| Robert Christgau       | B+                     |
| Pitchfork Media        | 10/10                  |

Animals foi lançado no Reino Unido em 23 de janeiro de 1977 e nos EUA em 12 de fevereiro. Ele alcançou o número dois nas paradas britânicas, e número três nas paradas estadunidenses. Dois dias antes do lançamento, a Capital Radio exibiu The Pink Floyd Story e dois dias antes disso a banda organizou uma conferência de imprensa na estação de energia. A transmissão originalmente era para ter sido exclusivamente para Londres—que desde meados de dezembro estava transmitindo The Pink Floyd Story— mas uma cópia foi dada a John Peel, que transmitiu para todo país, além de ter colocado o lado A do álbum um dia antes.
Karl Dallas da Melody Maker escreveu: "... [Um] gosto desconfortável da realidade em um meio que se tornou nos últimos anos, cada vez mais soporífero... " Frank Rose da Rolling Stone ficou desapontado, escrevendo: "O Floyd de 1977 é amargo e rabugento. Eles se queixam sobre a duplicidade do comportamento humano (e em seguida intitula as canções com animais). Eles soam como se tivessem acabado de descobrir isso—sua mensagem se tornou inútil e tediosa." Stephen Thomas Erlewine, da Allmusic, disse que dos álbuns clássicos do Pink Floyd, Animals é o "mais estranho e escuro" e que "a música é tão triste e amarga como a visão de mundo." Erlewine também escreveu que o álbum é "Tão acessível como ele poderia ser, uma vez que surge com linhas arrojadas de blues rock e texturas hipnóticas de space rock. Apesar disso, porém, a escuridão do espírito de Waters é verdade, e uma vez que não há ganchos vocais ou melodias, tudo repousa sobre o humor, as letras quase niilistas, e a guitarra de Gilmour. Estes são os tipos de coisas que satisfazem cultistas, e irão dar a sua atenção - mas nenhuma de ouvintes casuais."

### Reedições
Originalmente lançado pela Harvest Records no Reino Unido e pela Columbia Records nos Estados Unidos, Animals foi relançado em Compact Disc (CD) em 1985, e em 1987 nos EUA. Foi relançado em CD digitalmente remasterizado com nova capa em 1994, e como um álbum de vinil remasterizado digitalmente em edição limitada em 1997. Uma edição de aniversário foi lançada nos EUA no mesmo ano, seguida por uma reedição da Capitol Records em 2000. O álbum também foi incluído no box set Shine On.

## Turnê

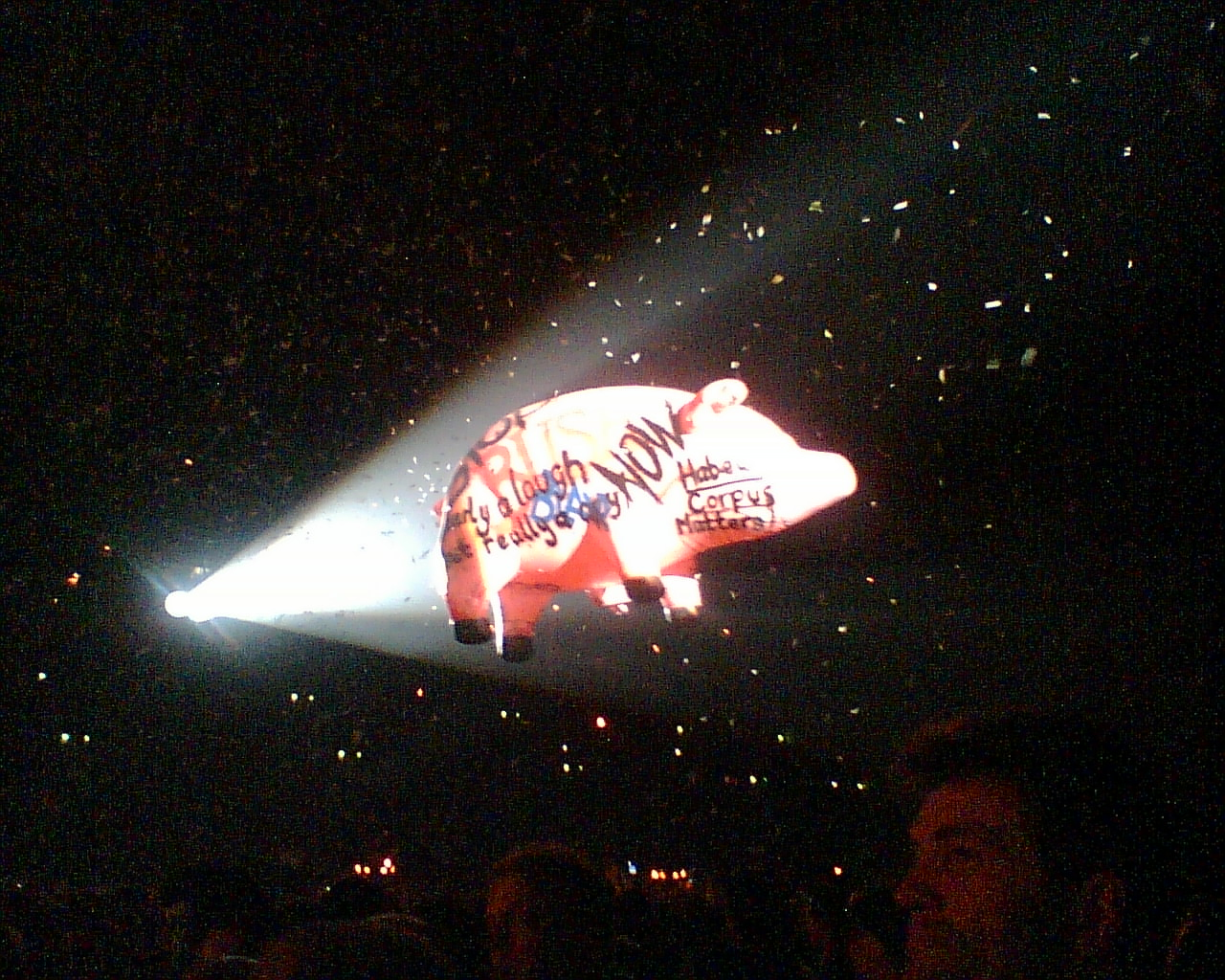
Roger Waters em Gelredome, Arnhem, Holanda

O álbum se tornou o material para a In the Flesh Tour, que começou em Dortmund no mesmo dia do lançamento do álbum. A turnê continuou pela Europa em fevereiro, chegou ao Reino Unido em março, e nos EUA em três semanas entre abril e maio, e mais três semanas em junho e julho. Algie se tornou a inspiração para temática utilizada na turnê. Um porco inflável flutuava sobre a plateia, e durante cada apresentação era substituído por uma versão mais barata que explodia. Em uma ocasião, o leve gás propano foi substituído por uma mistura de oxigênio e acetileno, produzindo uma enorme (e perigosa) explosão. O promotor da banda, Marcel Avram, levou um leitão para Munique, que causou destruição em todo o quarto de hotel, deixando o empresário O'Rourke lidar com as consequências resultantes.
A turnê teve artistas convidados, como Dick Parry e Snowy White, mas as relações dentro da banda se tornaram preocupantes. Waters costumava chegar aos shows sozinho e ia embora pouco depois que as apresentações acabavam. Em uma ocasião, Wright voltou para a Inglaterra ameaçando deixar a banda. O tamanho dos locais também foi um problema: em Chicago, os promotores alegaram vender 67 mil ingressos para o estádio Soldier Field, mas Waters e O'Rourke desconfiaram. Eles contrataram um helicóptero, um fotógrafo e um advogado, e descobriram que a presença real foi de 95 mil, uma perda de $640 mil para a banda. O final da turnê foi um ponto baixo para Gilmour, que pensou que a banda já tinha alcançado o sucesso que ele queria e não havia mais nada a fazer. Em julho de 1977, no último show da turnê no Estádio Olímpico de Montreal, um pequeno grupo de fãs barulhentos na primeira fila da platéia irritou Waters de tal forma que ele cuspiu em um deles. Ele não era a única pessoa que se sentia mal por tocar para públicos tão grandes: Gilmour chegou a se recusar tocar o habitual bis da banda. Mais tarde, Waters conversou com o produtor musical Bob Ezrin sobre o sentimentos de alienação e o desejo de se isolar construindo um muro no palco entre ele e o público. O incidente se tornou a base de um novo conceito, que acabaria por se tornar um dos lançamentos de maior sucesso da banda, The Wall.

## Faixas
Todas as letras escritas por Roger Waters. 
| Lado A         |                             |                       |                 |         |  |
| N.º            | Título                      | Compositor(es)        | Vocalista       | Duração |  |
| 1.             | "Pigs on the Wing (Part I)" | Waters                | Waters          | 1:25    |  |
| 2.             | "Dogs"                      | David Gilmour, Waters | Gilmour, Waters | 17:03   |  |
| Duração total: | Duração total:              | Duração total:        | Duração total:  | 18:28   |  |

| Lado B         |                               |                |                |         |  |
| N.º            | Título                        | Compositor(es) | Vocalista      | Duração |  |
| 1.             | "Pigs (Three Different Ones)" | Waters         | Waters         | 11:25   |  |
| 2.             | "Sheep"                       | Waters         | Waters         | 10:25   |  |
| 3.             | "Pigs on the Wing (Part II)"  | Waters         | Waters         | 1:23    |  |
| Duração total: | Duração total:                | Duração total: | Duração total: | 23:13   |  |

## Créditos
| - David Gilmour — guitarras, voz e talk box - Nick Mason — bateria e percussão - Roger Waters — baixo, vocais, guitarra acústica - Richard Wright – teclados, sintetizador - Snowy White — guitarra em "Pigs on the Wing" (versão de cartucho) | - Pink Floyd — produção - Brian Humphries — engenharia de áudio - James Guthrie — produção de masterização - Roger Waters — design da capa - Storm Thorgerson — design da capa (organizador) - Aubrey Powell — design da capa (organizador), fotografia - Nick Mason — arte gráfica - Peter Christopherson, Howard Bartrop, Nic Tucker, Bob Ellis, Rob Brimson e Colin Jones — fotografia - E.R.G. Amsterdam — design do porco inflável - Doug Sax — remasterização |

## Desempenho nas paradas e certificações
| País           | Parada                   | Melhor posição |
| -------------- | ------------------------ | -------------- |
| Áustria        | Ö3 Austria Top 40        | 2              |
| Estados Unidos | Billboard 200            | 3              |
| França         | SNEP                     | 1              |
| Noruega        | VG-lista                 | 2              |
| Nova Zelândia  | New Zealand Albums Chart | 1              |
| Países Baixos  | MegaCharts               | 1              |
| Reino Unido    | UK Albums Chart          | 1              |
| Suécia         | Sverigetopplistan        | 3              |

| País           | Certificadora | Certificações | Vendas    |
| -------------- | ------------- | ------------- | --------- |
| Alemanha       | BVMI          | Platina       | 500.000   |
| Áustria        | IFPI-A        | Ouro          | 10.000    |
| Canadá         | Music Canada  | 2× Platina    | 200.000   |
| Estados Unidos | RIAA          | 4× Platina    | 4.000.000 |
| França         | SNEP          | Platina       | 400.000   |
| Reino Unido    | BPI           | Prata         | 60.000    |